# Mira Vrljičak
Mira Vrljičak (rođ. Dugački) (Zagreb, 6. rujna 1917. – 2004.) je bila dužnosnica u NDH.
Pohađala je gimnaziju. Još kao gimnazijalka je pisala za časopis (Za vjeru i dom). Bila je članicom Hrvatskog orlovskog saveza odnosno križara. Ondje je došla do visokih položaja.
Uspostavom NDH je ljeti 1941. došla na mjesto zapovjednice Ženske ustaške mladeži. Godine 1942. je na dužnosničkom sastanku u Zagrebu došla u kontakt sa stožernicom dubrovačkog ogranka Ženske ustaške mladeži Dolores Bracanović. Izrazila joj je zanimanje da Dolores prihvati njenu dužnost, jer ona neće moći više ju obnašati. Budući da je Dolores to prihvatila, 6. siječnja 1943. je naslijedila Miru Vrljičak na mjestu zapovjednice Ženske ustaške mladeži, organizacije za tjelovježbeno i odgojno jačanje hrvatske mladeži, a Mira je postala pobočnica u istoj organizaciji.
Bila je suprugom konzula NDH Kazimira Vrljička. Kad je dobio zadaću biti konzulom u Madridu, Mira je pošla s njime. Neko vrijeme su ostali ondje, a onda su dvije godine nakon rata oboje otišli odandje u Argentinu 1947. godine. Razlog što su otišli je bio taj što je tih godina bili vrlo teško naći posao nešpanjolcima u Španjolskoj. Smjestili su se u Buenos Airesu. Surađivala je s listovima Hrvatski narod, Ognjište i Studia croatica.
Troje joj se djece rodilo u Europi (Jorge Marin u Hrvatskoj, a Marija i Carmen u Španjolskoj), a u emigraciji u Argentini je još pet puta postala mati. Rodila je Jozu, koji je kasnije postao ravnatelj revije Studia croatica te Ignacija, Victoriju, Francisca i Teresitu.

## Vanjske poveznice
- Ivan Merz[neaktivna poveznica] Mira Vrljičak, «Za svojim vitezom», Za vjeru i dom, Zagreb, 1943., br. 5, str. 8